# シトロエン・19 19 コンセプト
シトロエン19_19コンセプト(Citroën 19_19  Concept)は、フランスの自動車メーカー「シトロエン」が創立100周年を記念して発表した、未来志向の電気自動車コンセプトカーである。

## 概要
19_19コンセプトは2019年5月13日に、パリのポルト・ド・ヴェルサイユ展示会場で開催されたVivaテクノロジーショーで公開された。1919年6月20日に設立されたシトロエンの創立100周年を記念するものである。これに先立ち2019年のジュネーブモーターショーで公開されたアミワンコンセプトカーも、シトロエンの100周年を祝したコンセプトカーであった。

## 設計思想
19_19コンセプトは、快適性を重視した未来的な電気自動車のデモンストレーションを主な目的として設計された。シトロエンによると、このクルマには「スマートサスペンションシステム」、ヒーター付きシート、デジタル個人アシスタント、乗員ごとの個別音響ゾーンなどの快適性重視の機能が搭載される見込みである。さらに800kmの航続距離、SAE Internationalが定める第4水準の自動運転能力、0-96km/h加速で5秒、最高時速200km/hなどの性能も期待されている。

## デザイン
シトロエンによると、19_19コンセプトのデザインは航空宇宙からインスピレーションを得ており、メーカーが「ダブルプロスペックスボンネット」と呼ぶ部分にLEDヘッドライトが搭載され、車両前面に広がっている。その中央にはブランドのロゴが据えられ、その上に「オリジン」のロゴがある。車両後部には尾灯がヘッドライトと同様のスタイルで配置されており、その間にはルーフ後端に並んだ2つのLiDARセンサーと、一部の内部構造が見える窓がある。シトロエンはこの車体を「透明なカプセル」に例え、黒と青の色使いは「プチ・ロザリー」へのオマージュだと説明している。19_19コンセプトには直径930mmの30インチホイール(タイヤ込み)が装着されており、グッドイヤーと共同開発された。ホイールの中心部分は回転し、常に「オリジン」ロゴが正位置を向くようになっている。